# Schutzisolierung

Symbol der Schutzklasse II nach IEC 60417

Die Schutzisolierung bewirkt den Schutz gegen Berühren elektrischer, unter Spannung stehender Teile, indem sie um die betriebsmäßig notwendige Basisisolierung noch eine zusätzliche Isolierung legt. Dabei kann auch ein metallenes Gehäuse innen oder außen zusätzlich vollständig isoliert werden.
Die zusätzliche Isolierung darf an keiner Stelle unterbrochen sein, auch nicht an einem Schalteranschluss.
Der Nachteil liegt darin, dass der erste Fehler schwer bis nicht erkennbar ist.
Schutzisolierte Geräte dürfen ein zweipoliges Anschlusskabel haben und sind durch ein Symbol mit zwei ineinanderliegenden Quadraten gekennzeichnet, welche die doppelte Isolierung andeuten.
Die Schutzisolierung entspricht der Schutzklasse II.
Geräte mit Schutzklasse III besitzen Niederspannungs-Stromkreise, die durch eine Schutzisolierung von Netzstromkreisen getrennt sind. Diese Schutzisolierung findet auch bei Trenntransformatoren Anwendung. Sie wird auch als sichere elektrische Trennung bezeichnet.

Symbol der Schutzklasse III nach IEC 60417